# 러셀 심슨

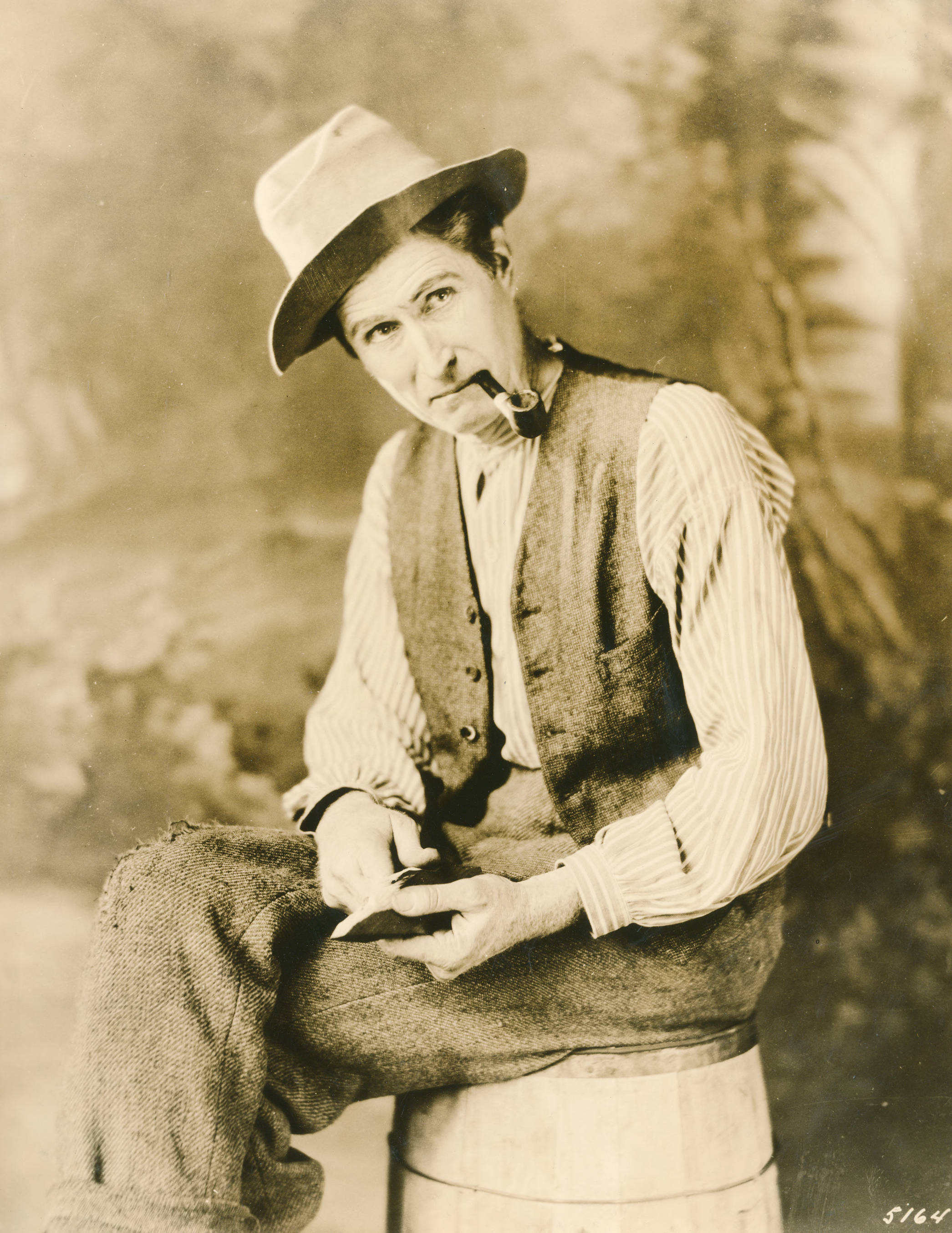

러셀 심슨(Russell Simpson, 1880년 6월 17일 ~ 1959년 12월 12일)은 미국의 배우, 텔레비전 배우, 영화배우, 연극 배우이다.
샌프란시스코에서 태어났으며 우들랜드힐스에서 사망하였다. 포리스트 론 메모리얼 파크에 매장되었다.

## 영화
- 존 웨인의 기병대 (1959년)
- 가슴에 빛나는 별 (1957년)
- 우정어린 설득 (1956년)
- 오클라호마 (1955년)
- 7인의 신부 (1954년)
- 부러진 창 (1954년)
- 태양은 밝게 빛난다 (1953년)
- 웨곤 마스터 (1950년)
- 더 뷰티풀 브론드 프럼 배쉬풀 벤드 (1949년)
- 황야의 결투 (1946년)
- 데이 워 익스펜더블 (1945년)
- 어롱 케임 존스 (1945년)
- 약탈자 (1942년)
- 토바코 로드 (1941년)
- 늪지의 물 (1941년)
- 버지니아 시티 (1940년) - 프랭크 게이로드 역
- 브릭햄 영 (1940년)
- 분노의 포도 (1940년)
- 닷지 시티 (1939년)
- 링컨 (1939년)
- 모호크족의 북소리 (1939년)
- 스미스씨 워싱톤 가다 (1939년)
- 더 걸 오브 더 골든 웨스트 (1938년)
- 라모나 (1936년)
- 샌프란시스코 (1936년)
- 웨이 다운 이스트 (1935년)
- 콜 허 세비지 (1932년)
- 더 트레일 오브 '98 (1928년)
- 더 이글 (1925년)